# Alba August
Alba Adèle August, född 6 juni 1993 i Köpenhamn, är en svensk-dansk skådespelare, sångerska och låtskrivare.

## Biografi

### Skådespeleri
August debuterade som barnskådespelare i en mindre roll i faderns En sång för Martin (2001). Efter teaterlinjen vid gymnasieskolan Södra Latin inledde hon 2014 skådespelarstudier vid Den danske scenekunstskole i Köpenhamn och har även studerat filmproduktion vid Malmö universitet.
År 2013 spelade hon huvudrollen som den våldtäktsdrabbade Selinda i William Olssons Förtroligheten. Tidningen Expressen berömde henne och kallade henne ett ”riktigt fynd” och skrev att August spelade sin ”karaktär med en naturlighet som borde få Sveriges samlade regissörer att jaga efter henne”. Även Aftonbladet rosade hennes insatser.
Under hösten 2016 medverkade hon i scenversionen av Rainer Werner Fassbinders Petra von Kants bittra tårar på Malmö Stadsteater. I den danska TV-serien Gisslantagningen (2017) ingick August i gisslan i Köpenhamns tunnelbana och i Netflix första skandinaviska TV-serie, The Rain, spelade hon en av de ledande rollerna. August gjorde huvudrollen som den unga Astrid Lindgren i den svensk-danska långfilmen Unga Astrid (2018), för vilken hon nominerades till Guldbaggen för bästa kvinnliga skådespelare i en huvudroll. I kriminalfilmen om rättsfallet kring Sture Bergwall, Quick (2019), spelade August återigen en verklig, samtida person i rollen som den undersökande journalisten Jenny Küttim. Även här blev hon Guldbaggenominerad, denna gång för bästa kvinnliga biroll.

### Musik
Den 31 juli 2020 kom Augusts första musiksingel, ”We're Not Gonna Make It”, ut. Låten är skriven av August och Tobias Fröberg. Låten förekommer även i tredje säsongen av The Rain. Den 19 februari 2021 följde hon upp den med singeln "Lights". 9 april 2021 släppte hon singeln ”Killing time” och 28 maj sin första EP, ”Overflow”. I augusti respektive oktober släpptes singlarna ”Quitter” och ”Honey”, innan hennes debutalbum I still hide gavs ut den 12 november.
Den 2 augusti 2022 uppträdde August för första gången i Allsång på Skansen.
Under hösten 2024 medverkade i den femtonde säsongen av TV4 Medias underhållningsprogram Så mycket bättre.

## Familj
Alba August är dotter till skådespelaren och regissören Pernilla August och regissören Bille August samt syster till skådespelaren Asta Kamma August. Hon har även sju halvsyskon, bland andra scenografen Agnes Östergren, manusförfattaren Anders Frithiof August(en) och skådespelaren Amaryllis August.
Sedan hon och Björn Gustafsson spelat äkta makar i filmen Unga Astrid 2018 hade de under några år ett förhållande även i verkliga livet. Inför premiären av TV-serien Alla utom vi, där de två spelar ett par som försöker skaffa barn, berättade de i januari 2021 att de separerat. Sedan 2022 har hon ett förhållande med musikern och producenten Pontus Winnberg som hon även arbetat med musikaliskt. Tillsammans har de en dotter född 2024.

## Priser och utmärkelser
- 2018 – Shooting Stars Award vid Berlinale[14]
- 2018 – Såstaholms Film- & Scenkonstpris
- 2019 – Nominerad till Guldbaggen för bästa kvinnliga skådespelare i en huvudroll för Unga Astrid
- 2019 – Nominerad till danska Robertpriset för ”Bästa kvinnliga huvudroll” i The Rain[15]
- 2019 – Danska filmpriset Svend i kategorin ”Årets hopp”[16]
- 2020 – Nominerad till Guldbaggen för bästa kvinnliga skådespelare i en biroll för Quick

## Filmografi
| År   | Titel                                    | Roll            | Noteringar |
| ---- | ---------------------------------------- | --------------- | ---------- |
| 2001 | En sång för Martin                       |                 |            |
| 2010 | Svinalängorna                            | Röst            |            |
| 2013 | Förtroligheten                           | Selinda         |            |
| 2013 | IRL                                      | Agnes           |            |
| 2013 | Morden i Sandhamn - I grunden utan skuld | Lina            | TV-serie   |
| 2014 | Vi måste prata                           | Servitris       | Kortfilm   |
| 2015 | Jordskott                                | Lina            |            |
| 2015 | Dryads - Girls don't cry                 | Kjersti         |            |
| 2015 | Mens vi presser citronen                 | Lisalotta       | TV-serie   |
| 2016 | Nationen                                 |                 | Kortfilm   |
| 2016 | Den allvarsamma leken                    | Alma            |            |
| 2017 | Gisslantagningen                         | Marie           | TV-serie   |
| 2018 | Scener ur natten                         | Sara            | Kortfilm   |
| 2018 | Uro                                      | Elise           | Kortfilm   |
| 2018 | Unga Astrid                              | Astrid Lindgren |            |
| 2018 | The Rain (2018–2020)                     | Simone          | TV-serie   |
| 2019 | Quick                                    | Jenny Küttim    |            |
| 2020 | Orca                                     | Hanna           |            |
| 2021 | Alla utom vi                             | Hilma           | TV-serie   |
| 2021 | Knutby                                   | Anna            | TV-serie   |
| 2023 | Händelser vid vatten                     | Mia             | TV-serie   |
| 2024 | Stockholm Bloodbath                      | Freja Eriksson  | Film       |
| 2024 | Bullshit                                 | Pia             | TV-serie   |
| 2024 | Sthlm Blackout                           | Vera Blom       | TV-serie   |